# Castel Gandolfo
Pour les articles homonymes, voir Gandolfo.
Castel Gandolfo (en latin : Castrum Gandulphi) est une commune italienne d'environ 8 950 habitants, située dans le Sud-Est de l'Aire métropolitaine de Rome, dans la région du Latium, en Italie centrale.
C'est à Castel Gandolfo que se trouve le Palais des papes, résidence papale du XIIe siècle principalement connue pour être la résidence d'été des papes depuis Urbain VIII (1623–1644). C'est dans ce palais que les papes Pie XII et Paul VI, entre autres, sont morts. Bien que la propriété soit dans les limites de la commune, elle bénéficie d'une extraterritorialité, en vertu des accords du Latran et est surnommée Vatican II par le pape Jean-Paul II. C'est aussi dans cette propriété qu'est implanté, depuis le XXe siècle, l'observatoire astronomique du Vatican. Dans le centre de la commune se trouve la Collégiale pontificale de Saint-Thomas de Villeneuve (it) qui bénéficie également de l'extraterritorialité. Elle a été conçue par Le Bernin.
Le village a obtenu le label des plus beaux bourgs d'Italie. Les côtes du lac Albano sont pratiquement toutes situées dans le ressort territorial de la commune. Ce lac a accueilli les épreuves d'aviron et de canoë-kayak lors des Jeux olympiques d'été à Rome en 1960.

## Géographie
Castel Gandolfo est située au sud-est de Rome, à environ 20 km du centre de la capitale, dans la région des Castelli romani. La cité se trouve sur les pentes occidentales du cratère qui forme le lac Albano.

## Histoire
La localité fut construite à l'emplacement de la célèbre cité d'Albe la Longue dont les rois latins (en) furent les ancêtres de Romulus et Rémus, les fondateurs légendaires de Rome selon les traditions antiques. En réalité, Albe la Longue fut plutôt un gros village, un bourg, qu'une véritable ville. Vers 670 av. J.-C., les Romains s'en emparent et déportent ses habitants vers Rome.
Vers 1200, la famille Gandolfi fait construire un château fort sur le domaine que l'on baptise bientôt Castel Gandolfo.

## Monuments et patrimoine

### Le Palais pontifical
Urbain VIII ordonna la construction d'un palais qu'il confia à Carlo Maderno. Celui-ci s'éleva à proximité de l'emplacement de l’Albanum Domitiani, villa bâtie par l'empereur Domitien dont le domaine, qui couvrait environ 14 km², s'étendait depuis la Via Appia jusqu’au lac Albano.
 
Agrandi par la suite, le palais de Maderno devint résidence d'été des Souverains pontifes jusqu'en 1870, année durant laquelle toutes les résidences papales furent fermées afin de protester contre l'attitude des autorités italiennes à la suite de la prise de Rome par les troupes du roi Victor-Emmanuel II : c'est le début de la controverse appelée Question romaine.
La signature en 1929 des accords du Latran créant l'État du Vatican et mettant fin à cette querelle, va redonner à Castel Gandolfo son rôle de résidence d'été pontificale bénéficiant du statut d'extraterritorialité.
Aujourd'hui, le domaine pontifical comprenant également les jardins des villas Cybo et Barberini, couvre une superficie de 55 hectares (soit 2 km de long sur 150 à 800 mètres de large) allant du centre de Castel Gandolfo au nord jusqu'aux abords du bourg d'Albano Laziale au sud.
C’est dans ce palais, que le 28 février 2013, le pape Benoît XVI se retira pour y passer ses dernières heures en tant que Souverain pontife avant de devenir « pape émérite » à la suite de sa décision du 11 février 2013 de renoncer au « trône de Saint-Pierre ». Il doit y rester deux mois avant de rejoindre le Vatican, pour rentrer au monastère Mater Ecclesiae situé dans les jardins de la cité pontificale,.

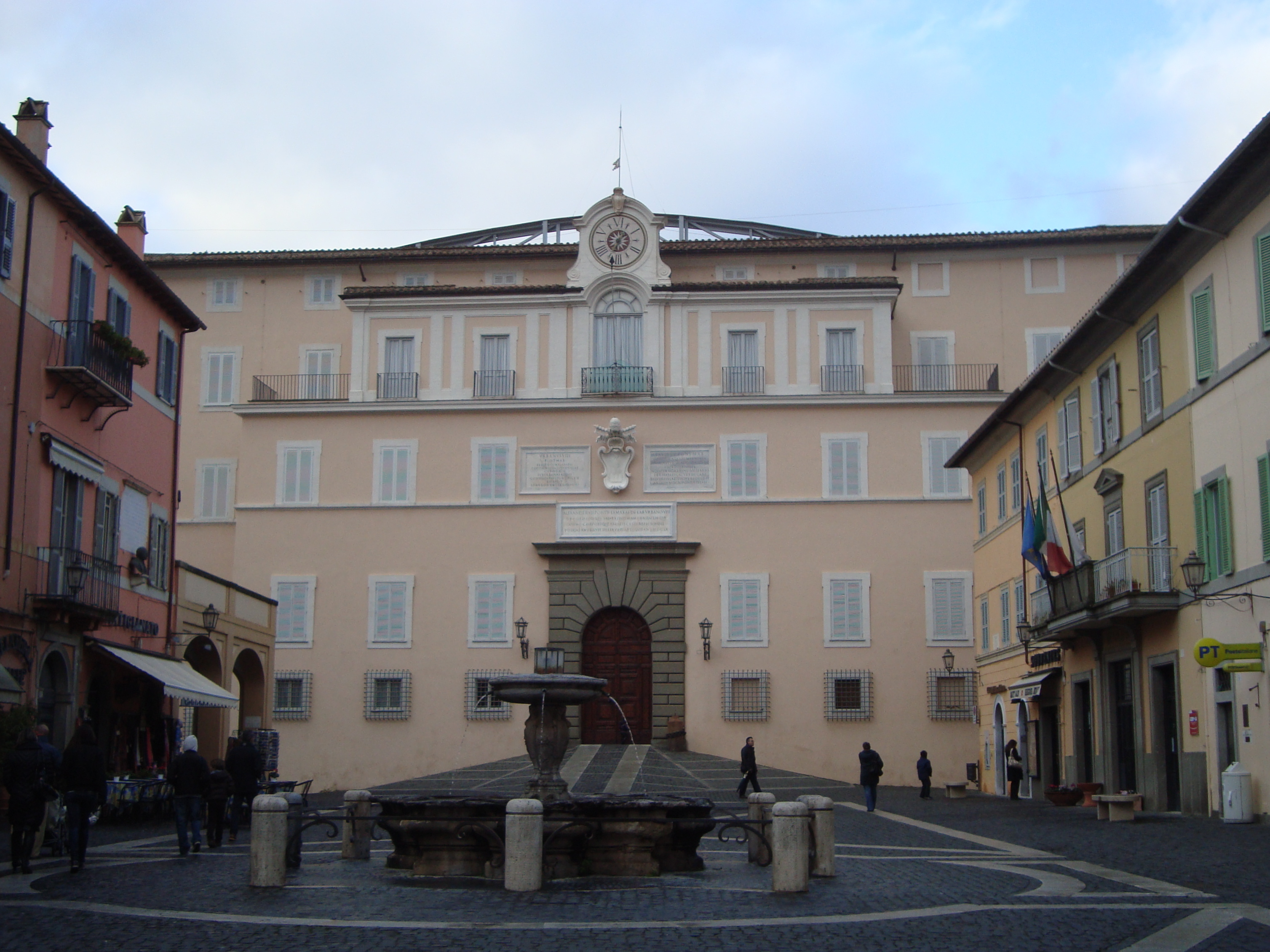
L'entrée du Palais pontifical sur la Piazza della Liberta.
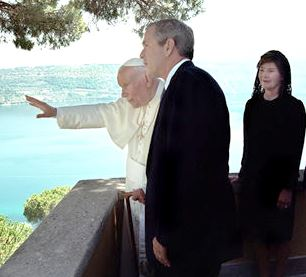
Jean-Paul II à Castel Gandolfo, le 23 juillet 2001 en compagnie de George W. Bush et de Laura Bush.

### La collégiale San Tommaso Da Villanova
La construction de la collégiale San Tommaso Da Villanova est décidée par le pape Alexandre VII en 1658 et effectuée sur les plans de Gian Lorenzo Bernini.

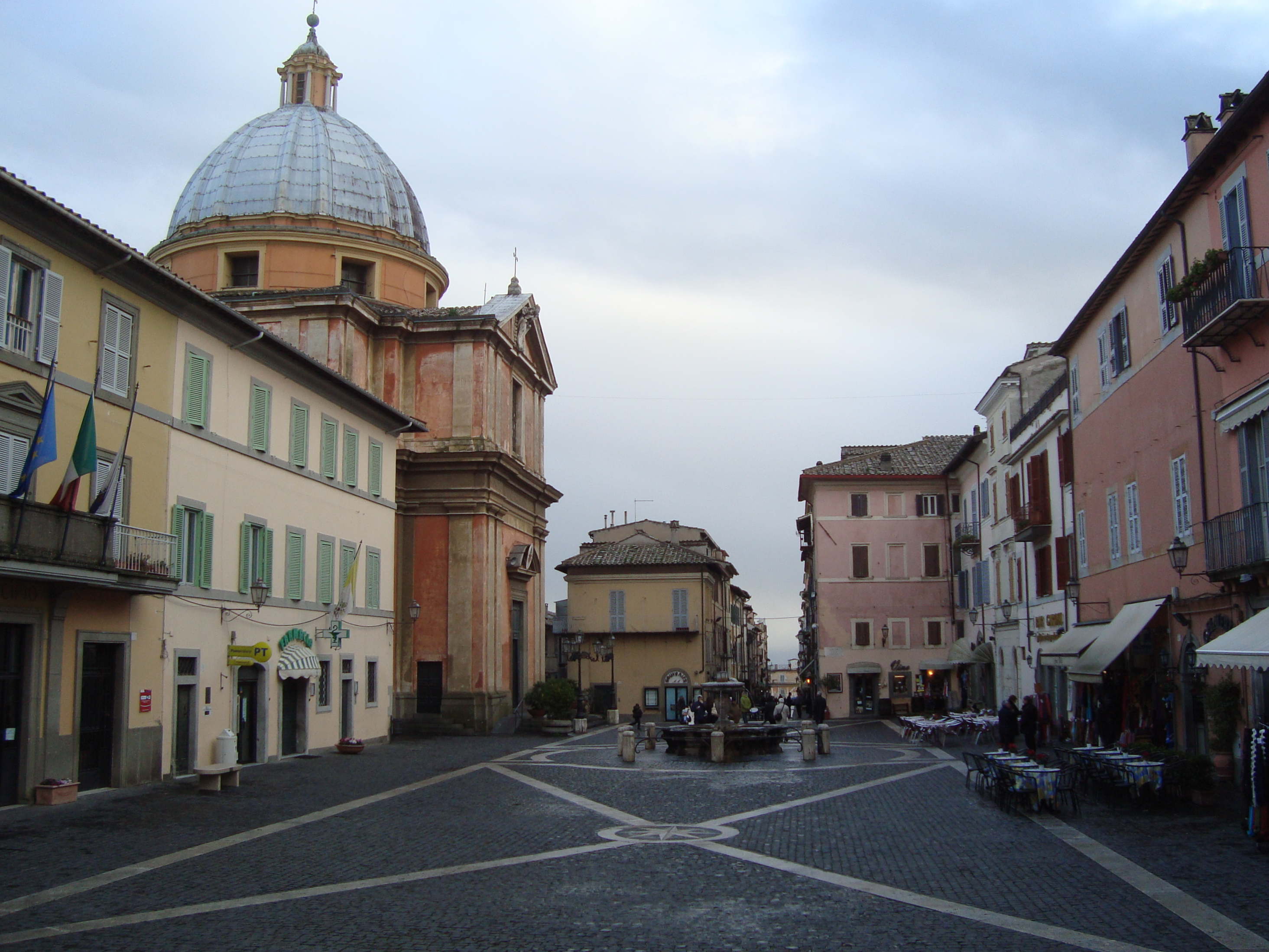
La Piazza della Liberta avec la collégiale sur la gauche
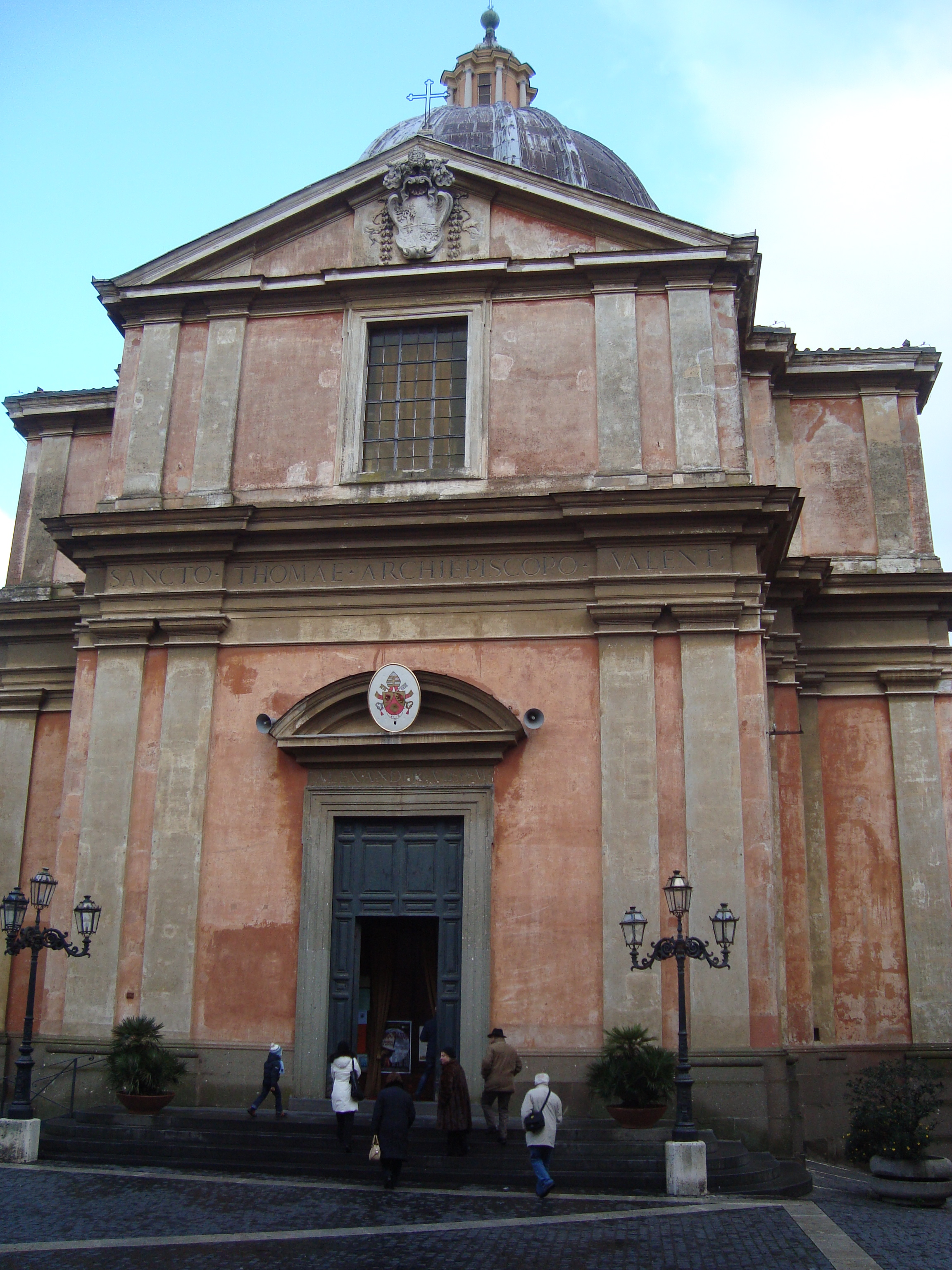
La Collégiale San Tommaso Da Villanova
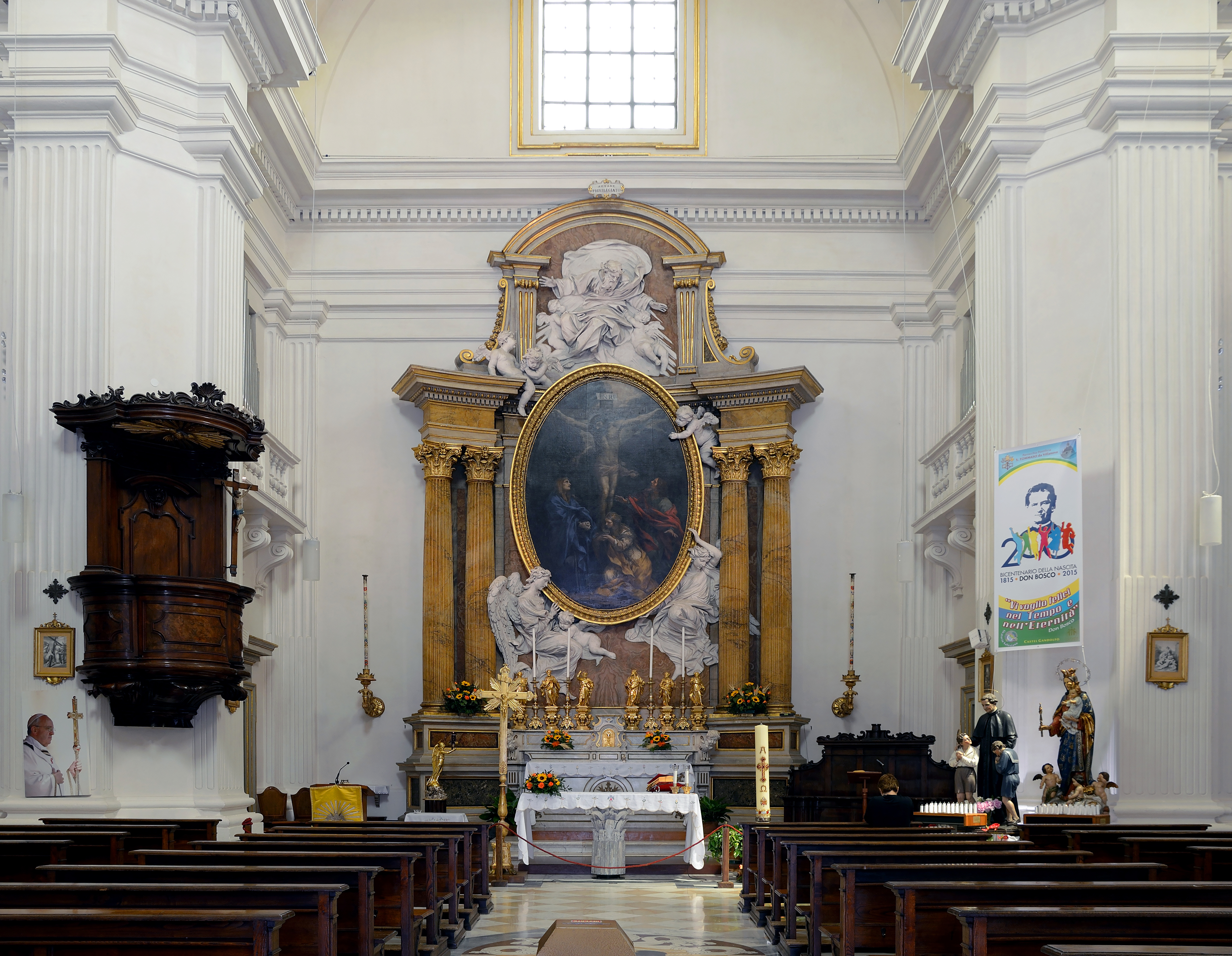
Maître-autel de la collégiale

## Administration
| Période                                  | Période  | Identité          | Étiquette | Qualité |
| ---------------------------------------- | -------- | ----------------- | --------- | ------- |
| mai 2002                                 | En cours | Maurizio Colacchi |           |         |
| Les données manquantes sont à compléter. |          |                   |           |         |

### Hameaux
Mole di Castel Gandolfo, Pavona

### Communes limitrophes
Albano Laziale, Grottaferrata, Marino, Rocca di Papa, Rome

## Population et société

### Évolution de la démographie
| Historique de l'évolution démographique |      |
| 1982                                    | 6122 |
| 1985                                    | 6365 |
| 1990                                    | 6629 |
| 1995                                    | 7220 |
| 2000                                    | 7979 |
| 2001                                    | 7930 |
| 2002                                    | 7925 |
| 2003                                    | 8108 |
| 2004                                    | 8539 |
| 2005                                    | 8592 |
| 2006                                    | 8643 |
| 2007                                    | 8619 |

## Personnalités liées à Castel Gandolfo
L'explorateur franco-italien Pierre Savorgnan de Brazza (1852–1905), dont le nom est attaché à celui de la  capitale du Congo, est né à Castel Gandolfo. L'homme politique, diplomate, peintre et écrivain Massimo d'Azeglio y résida.
Le peintre Camille Corot a réalisé trois tableaux sur le territoire de la commune, dont un au Louvre et un autre à Caen.

Tableaux de Corot
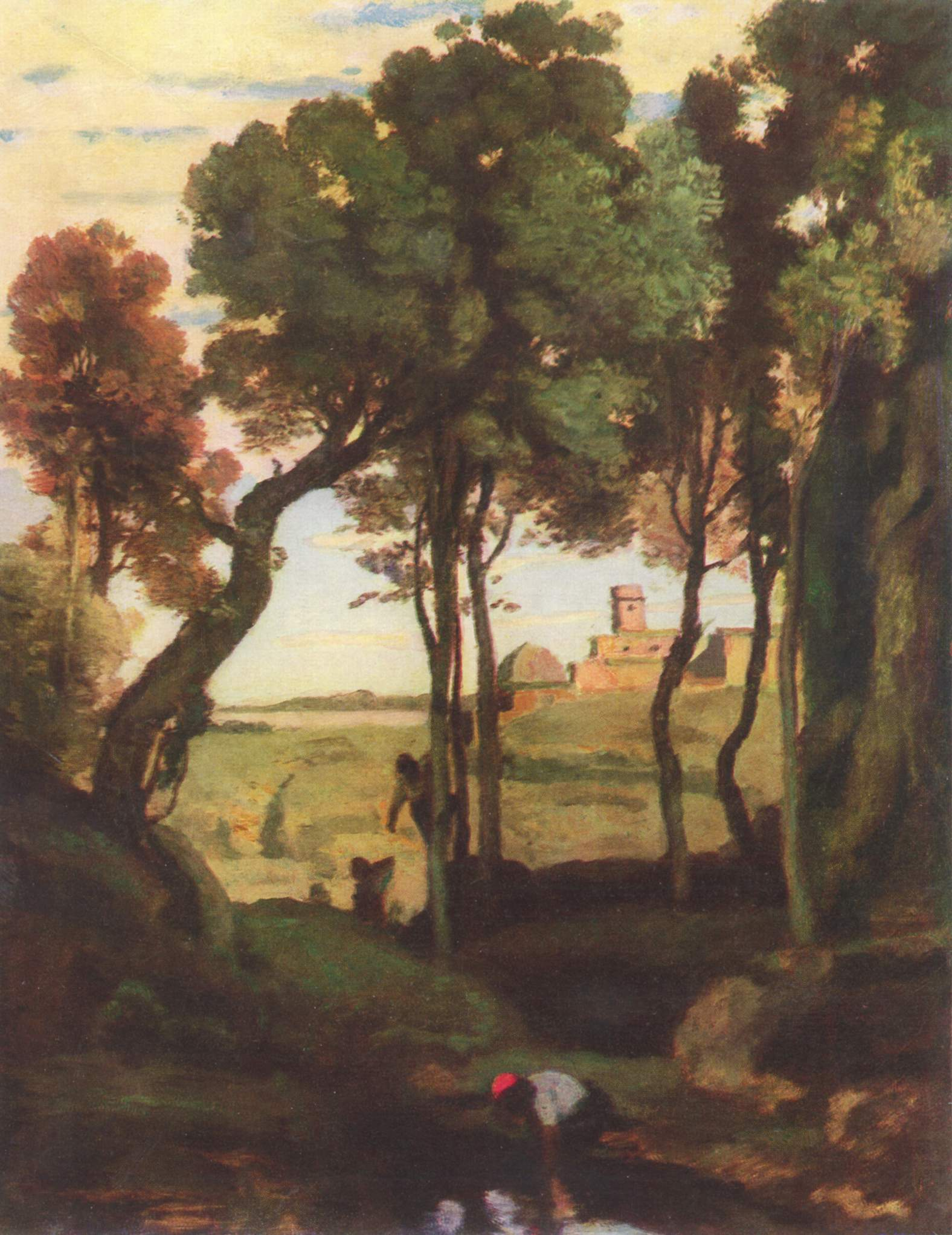
Castel Gandolfo vers 1826 Musée des beaux-arts de Budapest
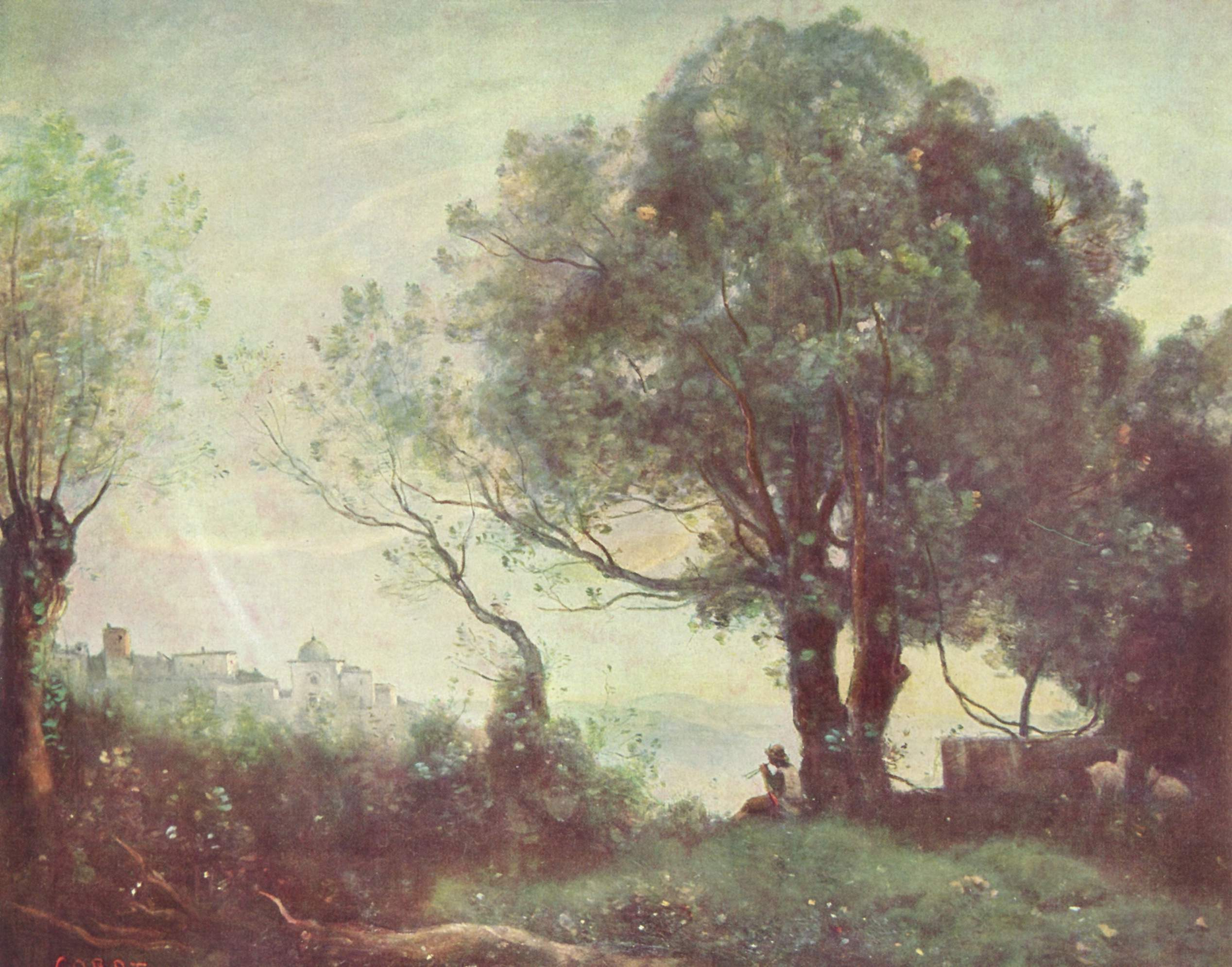
Souvenir de Castel Gandolfo, vers 1865 Musée du Louvre
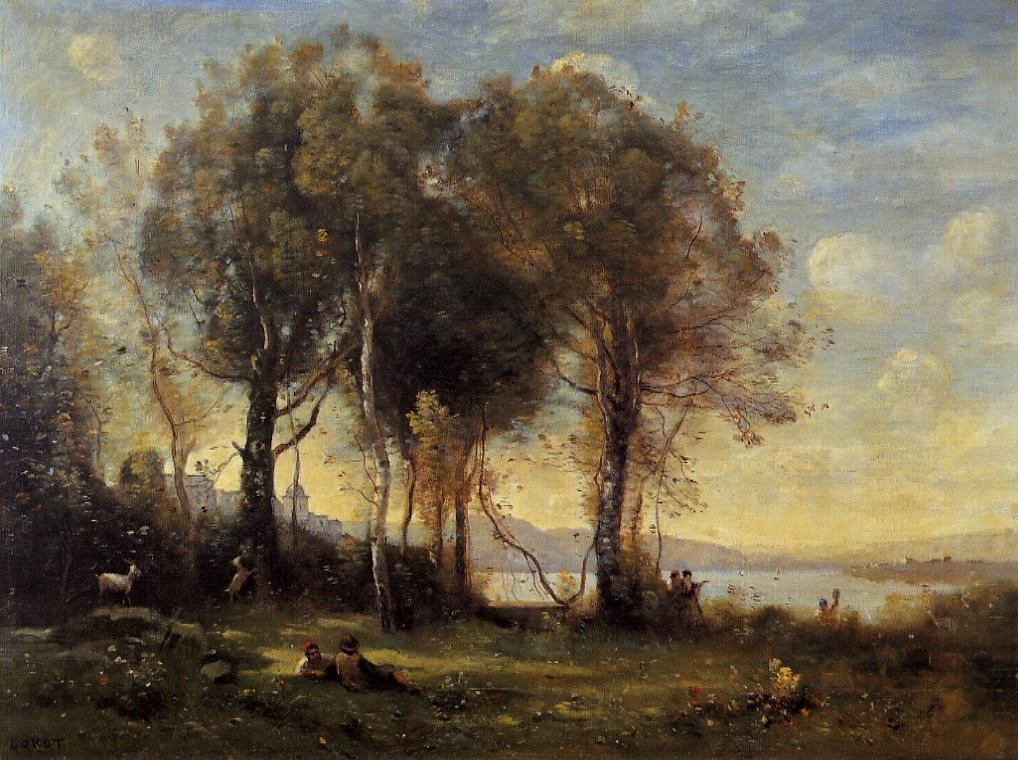
Les Chevriers de Castel Gandolfo, 1866 Musée des beaux-arts de Caen

## Jumelage
- Châteauneuf-du-Pape (France)
- Curepipe (Maurice)